# Vekunta obliqua
Vekunta obliqua är en insektsart som beskrevs av Yang och Wu 1993. Vekunta obliqua ingår i släktet Vekunta och familjen Derbidae. Inga underarter finns listade i Catalogue of Life.